# Five-star
『five-star』（ファイヴスター）は、YUKIのベストアルバムである。2007年10月3日発売。

## 解説
5周年記念盤のシングルコレクション。ソロ活動開始から5年の間に発表されてきたシングル15曲と配信限定シングルとしてリリースされた「ビスケット」をボーナストラックとして収録。
初回生産限定盤は特殊パッケージ仕様となっており、白と黒の2種類から選べる三方背BOXに、48ページの撮り下ろし上製本写真集およびDVDが付属。初回盤のみに付属するDVDには、「ビスケット」のビデオクリップとWEBで配信された「ゆきんこ around the world」シーズン1全12話を収録。
収録曲全16曲のビデオクリップからそれぞれの映像を使ったの16作品に、新たに撮り下ろされた映像を加えた計17バージョンのCMがあった。販売初日から数種類テレビ局で流れた。
2009年には、Blu-spec CD規格で製作された完全生産限定盤が発売された。

## 収録曲
1. the end of shite
2. プリズム
3. 66db
4. スタンドアップ!シスター
5. センチメンタルジャーニー
6. ハミングバード
7. Home Sweet Home
8. ハローグッバイ
9. JOY
10. 長い夢
11. ドラマチック
12. 歓びの種
13. メランコリニスタ
14. ふがいないや
15. 星屑サンセット
16. ビスケット（ボーナストラック）
  - アルバム初収録・初CD化。

## 演奏
- YUKI
  - Vocal & Chorus
  - Steal Pan & Piano (#3)
  - Namaketarou (#5)
  - Cymbal & Timpani (#10)
- 日暮愛葉：Guitar (#1)
- ミト from クラムボン：Bass (#1)
- 荒川康伸：Drums (#1)
- アンディ・スターマー：Drums, Piano, Chorus (#2)
- ジョン・フィールズ：Guitar, Bass, Chorus (#2)
- 佐藤研二
  - Cello (#2)
  - Bass (#7)
- 湯浅篤
  - Guitar (#3)
  - Keyboards (#7)
  - Bass (#8)
  - Programming (#3.7.9.10.12.15.16)
- 茂木欣一 from 東京スカパラダイスオーケストラ：Drums, Chorus (#3)
- 斎藤ネコ
  - 1st Violin (#3)
  - Strings Arrangement (#6)
- グレート栄田：2nd Violin (#3)
- 山田雄司：Viola (#3)
- 藤森亮一：Cello (#3)
- ATSUSHI：Drums (#4)
- Moo-Stop from ズボンズ：Bass (#4)
- ASH：Guitar (#4)
- 皆川真人
  - Synthesizer (#4)
  - Piano (#14)
- 清水一登：Cembalo (#4)
- Piro：Percussion (#4)
- 白根賢一：Drums (#5)
- 高桑圭 from GREAT3：Bass (#5.6)
- 會田茂一
  - Guitar (#5.6)
  - Lap Steel (#5)
- 沖祐市 from 東京スカパラダイスオーケストラ)：Accordion (#5)
- NARGO from 東京スカパラダイスオーケストラ)：Trumpet (#5)
- 椎野恭一：Drums (#6)
- 田中ユウスケ
  - Keyboards (#7)
  - Programming (#7.9.16)
- 佐野康夫：Drums (#7.8.9.11.12)
- 藤井謙二
  - Guitar (#7.9.12.13)
  - Acoustic Guitar (#13)
- 弦一徹：Strings Arrangement (#7.11.12.15)
- 弦一徹ストリングス：Strings (#7.11.12.15)
- 奥田健治：Guitar (#8)
- 大澤拓也：Guitar (#10)
- 山本拓夫：Flute (#10)
- 蔦谷好位置
  - Programming (#10)
  - Piano & Keyboards (#11)
  - Wurlitzer (#13.16)
- 種子田健：Bass (#11.12)
- 名越由貴夫：Guitar (#11.15.16)
- 島田昌典：Piano & Programming (#12)
- 田中隼人：Programming (#13)
- 松下敦：Drums (#14)
- 木下裕晴：Bass (#14)
- 松江潤：Guitar (#14)
- mugen：Programming (#15)